# Rádióelektronikai zavarókonténer

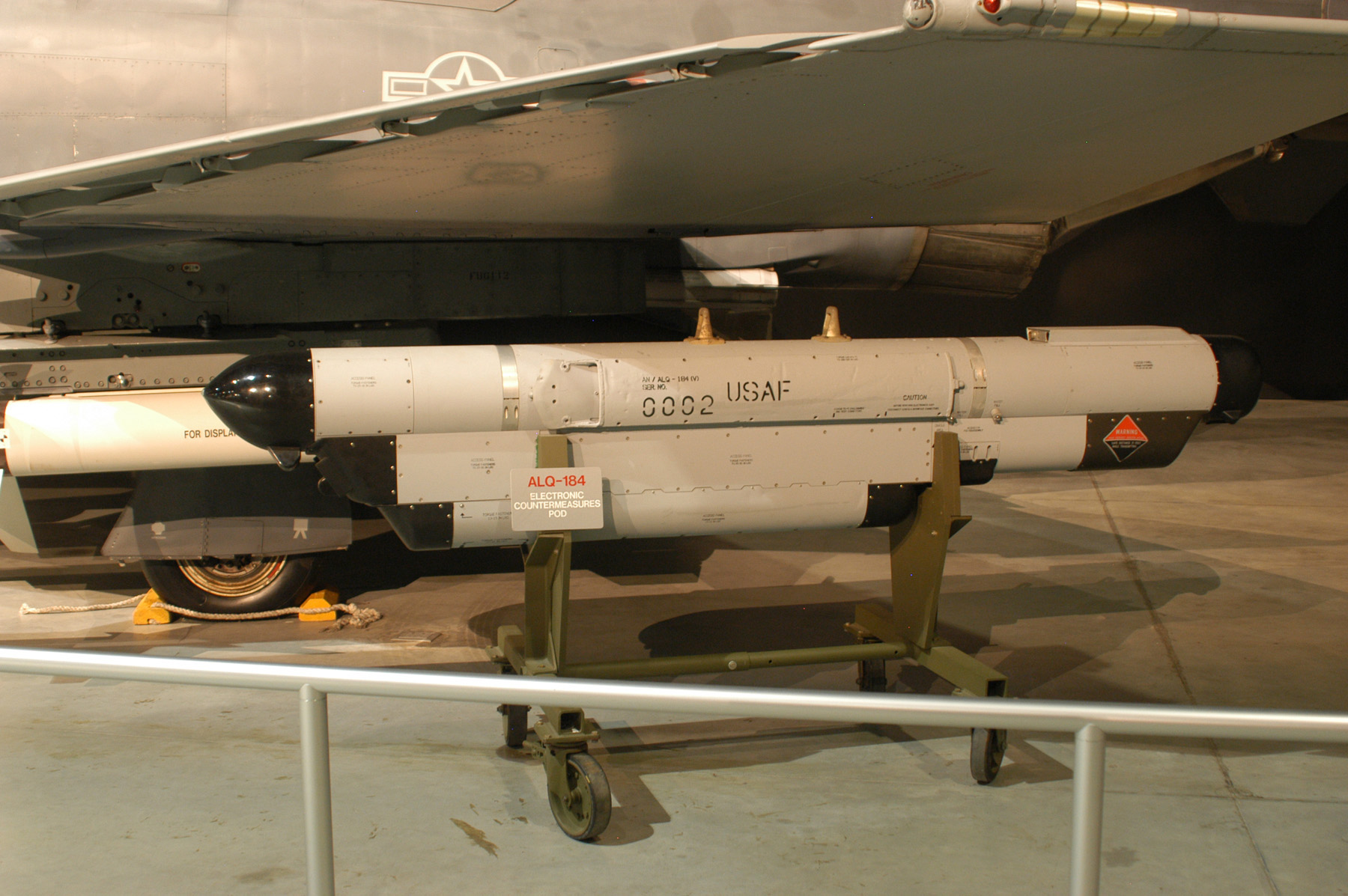
AN/ALQ–184 zavarókonténer F–4 Phantom II szárnya alatt

A rádióelektronikai zavarókonténer olyan eszköz, ami harci repülőgépekre függesztve elektromágneses sugárzást bocsát ellenséges rádiótechnikai eszközök használatának zavarására vagy megakadályozására. Jellemzően az ellenséges légvédelem és repülőeszközök rádiólokátorainak és radaros önirányítású rakétáinak elvakítására, kommunikációjának zavarására használatos. 
A kisebb teljesítményű zavarókonténereket önvédelmi jelleggel minden egyes repülőgépre felfüggeszthetik, de a nagy teljesítményű és -tömegű változatokat egy-egy kijelölt zavarógépre függesztve, teljes repülőgép-kötelékeket is fedezhetnek. Az eszköz nem működik folyamatosan, csak a zavarni tervezett sugárzás észlelésekor kapcsolódnak be (egyébként korán lelepleznék hordozójuk helyét).